# 中島棕隠
中島 棕隠（なかじま そういん、安永9年（1779年）－安政2年6月28日（1855年8月10日））は、江戸時代後期の儒学者・漢詩人・狂詩作家。名を規（まどか/き）・徳規（よしのり）、字を景寛（けいかん）、号を棕隠軒・棕隠・棕軒、通称は文吉、別号を画餅居士・因果居士・水流雲在楼主人など。狂詩作家としては安穴道人（あんけつどうじん）の号を用いた。諡号は文憲先生。

## 経歴
京都の出身(近江国甲賀郡嵯峨村生まれとも)。伊藤仁斎の門弟であった曽祖父中島浮山以来代々儒学者として知られた。父親の中島泰志（徳方）も儒者。幼くして母を亡くしたため祖母や叔母を母として育ち、11歳より伴蒿蹊に国学を学ぶ。儒学と漢詩を村瀬栲亭に学び（中島の妹は村瀬の息子・村瀬石齋の妻）、和歌を伴蒿蹊に学ぶ。10代で祇園周辺の風流を詠んだ「鴨東竹枝」を作って評価を得るが、家風に反すると批判されて家を飛び出し、10年にわたって各地を転々とした。失行により師友との関わりも断たれ、寛政12年に江戸へ向かい、母代わりであった叔母の死の報を受けて一旦京都に戻るも文政2年に再び江戸に行く。文化11年（1814年）に京都に戻るが一部の友人を除いて周囲は冷たく、病気がちとなる。病床で鴨東竹枝の手直しを始め、文政9年（1826年）に『鴨東四時雑詞』を出して、竹枝詞（男女の情事など民間の風土や心情をうたった漢詩）のさらなる流行を招き、詩名は頼山陽と匹敵した他、京都の狂詩（漢詩体の滑稽・洒脱を主とした詩）においては銅脈先生（畠中観斎）と並ぶ大家として名を遺した。「富は弼(ひつ)　詩は山陽に　書は貫名(ぬきな)　猪飼(いがい)経書に　粋は文吉」と謳われるほどもてはやされた。また、狂詩としては「太平新曲」「天保佳話」、戯作としては「都繁盛記」「箱枕」を発表した。鴨川端に住み、自家を「銅駝余霞楼（どうだよかろう）」（中島が暮らした花街二条新地、二条木屋町の辺りは平安時代には条坊制により唐風に「銅駝坊」と呼ばれていた）・「道華庵」・「三昧庵」と名付け、一生仕官せず自由放縦に生きたため奇行逸事も多かった。77歳で愛宕郡聖護院村で没し、京都市東山区の泉涌寺に眠る。遺した詩集の冊数は6種17冊あり、近世の漢詩人の中で及ぶ者はないと言われる。現在も上方端唄として花街などで舞われる「京の四季」の歌詞も中島のものとされる。

## 人物
唐伯虎を人生の手本と崇め、自由人、通人として逸話も多い。号に棕が使われたのは、棕梠を愛したからとも、家の庭に多くの棕梠の樹があったからともいう。近所に頼山陽も住んでおり、交流があった。
西園寺公望は鴨東に一時暮らした幼少時に晩年の中島を見かけ、「一日疎簾の彼方に坊主の一農夫が鍬を取って畑を耕しつつ、何事をか講説するが如き風あり。そして書生数十名、みな袴を着けて縁側に居並び、極めて礼儀正しくこれを聴聞するが如くなるを見る。余は小児心にもこの事を怪しみて、心に記して忘るる能わざりしが、長じて後、家臣に聞きて、その農夫は即ち中島棕蔭、家は銅駝余霞楼にして、彼が且つ耕し且つ講説するものなりしを知れり。且つその講説する所は詩書易礼記の類にして、百家を折衷し、分毫折開、考証明確、一々暗記して一字の参差なかりしと云う」と記している。

## 訳・注解
- 『葛子琴　中島棕隠　江戸詩人選集 6』 水田紀久注解、岩波書店、1993年、再版2002年
- 『中島棕隠 日本漢詩人選集 14』 入谷仙介訳著、研文出版、2002年
- 『都繁昌記 註解』 新稲法子訓註、「太平文庫」太平書屋、1999年